# 咲くやこの花賞
咲くやこの花賞（さくやこのはなしょう）は、大阪市が大阪から世界に文化人を発信し、また大阪文化の振興・発展を目指すために設けている賞である。

## 概要
大阪市が、大阪文化の振興を目指すと同時に未来の大阪文化を担う人材に対して贈られる賞である。受賞資格は概ね40歳以下とされている。大阪市出身でなくても受賞することはできるが、大阪を拠点に活動を行なっている必要がある。
部門は「美術」「音楽」「演劇・舞踊」「大衆芸能」「文芸その他」の5ジャンルに分けられている。賞金は30万円だったが、橋下徹市長時代の2012年度に廃止された。その件について、師匠と弟子を大衆芸能部門受賞者に持つ7代目笑福亭松喬は「（受賞者は）頑張ってるんだから着物を1枚作れるくらいの賞金はあげて欲しい」と苦言を呈した。
賞のタイトルである「咲くやこの花」は、「古今和歌集・仮名序」に詠まれている「難波津に 咲くやこの花 冬ごもり 今は春べと 咲くやこの花」（王仁）からとられており、大阪市歌にも「咲くやこの花」が取り入れられている。
12月初旬に大阪市より、当該会計年度の受賞者が発表される。

## 歴代受賞者

### 美術部門
- 1983年度（昭和58年度）　曽我孝司（立体美術）
- 1984年度（昭和59年度）　長谷川泰子（洋画）
- 1985年度（昭和60年度）　畑祥雄（写真）
- 1986年度（昭和61年度）　松生歩（日本画）
- 1987年度（昭和62年度）　秋岡美帆（版画）
- 1988年度（昭和63年度）　横溝秀実（洋画）
- 1989年度（平成元年度）　中西學（現代美術）
- 1990年度（平成2年度）　森村泰昌（現代美術）
- 1991年度（平成3年度）　田嶋悦子（陶芸）
- 1992年度（平成4年度）　栗本夏樹（漆造形）
- 1993年度（平成5年度）　川村悦子（洋画）
- 1994年度（平成6年度）　松井智惠（造形）
- 1995年度（平成7年度）　後藤英之（現代美術）
- 1996年度（平成8年度）　該当者なし
- 1997年度（平成9年度）　山宮隆（彫刻）
- 1998年度（平成10年度）　ヤノベケンジ（現代美術）
- 1999年度（平成11年度）　やなぎみわ（現代美術）
- 2000年度（平成12年度）　束芋（現代美術）
- 2001年度（平成13年度）　伊藤存（現代美術）
- 2002年度（平成14年度）　田中栄子（現代美術）
- 2003年度（平成15年度）　名和晃平（現代美術）
- 2004年度（平成16年度）　graf（クリエイティブユニット）
- 2005年度（平成17年度）　雨森信（インディペンデントキュレーター）
- 2006年度（平成18年度）　居城純子（現代美術）
- 2007年度（平成19年度）　塩田千春（現代美術）
- 2008年度（平成20年度）　林泰彦（現代美術）、中野裕介（現代美術）
- 2009年度（平成21年度）　淀川テクニック（現代美術）（柴田英昭、松永和也）
- 2010年度（平成22年度）　金氏徹平（現代美術）
- 2011年度（平成23年度）　三宅砂織（現代美術）
- 2012年度（平成24年度）　後藤靖香（現代美術）
- 2013年度（平成25年度）　大西康明（現代美術）
- 2014年度（平成26年度）　瀧弘子（現代美術）
- 2015年度（平成27年度）　contact Gonzo（現代美術）
- 2016年度（平成28年度）　大崎のぶゆき（現代美術）
- 2017年度（平成29年度）　佐伯慎亮（写真）
- 2018年度（平成30年度）　ミロコマチコ（画家・絵本作家）
- 2019年度（令和元年度）　笹岡由梨子（現代美術）
- 2020年度（令和2年度）　小嶋晶（現代美術）
- 2021年度（令和3年度）　谷原菜摘子（現代美術）
- 2022年度（令和4年度）　國久真有（現代美術）
- 2023年度（令和5年度）　田中秀介（現代美術）
- 2024年度（令和6年度）　野原万里絵（現代美術）

### 音楽部門
- 1983年度（昭和58年度）　小倉直子（ピアノ）
- 1984年度（昭和59年度）　金久万利子（ピアノ）
- 1985年度（昭和60年度）　斎藤建寛（チェロ）
- 1986年度（昭和61年度）　畑儀文（声楽）
- 1987年度（昭和62年度）　杵屋禄三・禄宣（長唄・三味線）
- 1988年度（昭和63年度）　大阪チェンバーオーケストラ（室内合奏）
- 1989年度（平成元年度）　武田博之（指揮）
- 1990年度（平成2年度）　中野振一郎（チェンバロ）
- 1991年度（平成3年度）　奥千恵子（ピアノ・フォルテピアノ）
- 1992年度（平成4年度）　田中修二（ピアノ）
- 1993年度（平成5年度）　岡坊久美子（オペラ）
- 1994年度（平成6年度）　永廣孝山（尺八）
- 1995年度（平成7年度）　筍会（女義太夫）
- 1996年度（平成8年度）　田中旭泉（琵琶）
- 1997年度（平成9年度）　ソウル・フラワー・モノノケ・サミット（ロック）
- 1998年度（平成10年度）　神尾真由子（バイオリン）
- 1999年度（平成11年度）　西本智実（指揮）
- 2000年度（平成12年度）　aiko（ポップス）、幸田聡子（バイオリン）
- 2001年度（平成13年度）　梁美沙（バイオリン）
- 2002年度（平成14年度）　押尾コータロー（ギター）、大谷玲子（バイオリン）
- 2003年度（平成15年度）　松永貴志（ジャズピアノ）
- 2004年度（平成16年度）　中島慎子（バイオリン）
- 2005年度（平成17年度）　晴雅彦（声楽）
- 2006年度（平成18年度）　長原幸太（バイオリン）
- 2007年度（平成19年度）　大岡仁（バイオリン）
- 2008年度（平成20年度）　松本薫平（テノール）
- 2009年度（平成21年度）　石橋栄実（ソプラノ）
- 2010年度（平成22年度）　植村花菜（シンガーソングライター）
- 2011年度（平成23年度）　片岡リサ（箏）
- 2012年度（平成24年度）　岩谷祐之（バイオリン）
- 2013年度（平成25年度）　木川博史（ホルン）
- 2014年度（平成26年度）　福井麻衣（ハープ）
- 2015年度（平成27年度）　関西弦楽四重奏団（室内楽）
- 2016年度（平成28年度）　高田泰治（鍵盤楽器）
- 2017年度（平成29年度）　冨田一樹（パイプオルガン）
- 2018年度（平成30年度）　浅井咲乃（バイオリン）
- 2019年度（令和元年度）　松浦奈々（バイオリン）
- 2020年度（令和2年度）　髙木日向子（作曲）
- 2021年度（令和3年度）　なにわ男子（アイドルグループ）
- 2022年度（令和4年度）　奥村啓吾（オペラ演出）
- 2023年度（令和5年度）　坂東祐大（現代音楽）
- 2024年度（令和6年度）　アイナ・ジ・エンド（現代音楽）

### 演劇・舞踊部門
- 1983年度（昭和58年度）　豊竹咲大夫（文楽）
- 1984年度（昭和59年度）　曽我廼家文童（演劇）
- 1985年度（昭和60年度）　吉田蓑太郎（文楽）、加藤敬二（ミュージカル）
- 1986年度（昭和61年度）　片岡千次郎（歌舞伎）
- 1987年度（昭和62年度）　山村光（地唄舞）
- 1988年度（昭和63年度）　杉山聡美（クラシックバレエ）
- 1989年度（平成元年度）　市川右近（歌舞伎）
- 1990年度（平成2年度）　高井さや花（ミュージカル）
- 1991年度（平成3年度）　大倉源次郎（能楽）
- 1992年度（平成4年度）　藤山直美（演劇）
- 1993年度（平成5年度）　野澤錦彌（文楽三味線）
- 1994年度（平成6年度）　羽野晶紀（演劇）
- 1995年度（平成7年度）　藤間豊宏（日本舞踊）
- 1996年度（平成8年度）　福王和幸（能楽）、法村圭緒（クラシックバレエ）
- 1997年度（平成9年度）　片岡愛之助（歌舞伎）
- 1998年度（平成10年度）　茂山正邦（狂言）
- 1999年度（平成11年度）　豊竹呂勢大夫（文楽）
- 2000年度（平成12年度）　福田転球（演劇構成・役者）
- 2001年度（平成13年度）　吉田玉佳（文楽人形遣い）
- 2002年度（平成14年度）　山本哲也（能楽）
- 2003年度（平成15年度）　鶴澤清二郎（文楽三味線）
- 2004年度（平成16年度）　菊央雄司（地唄・箏曲）
- 2005年度（平成17年度）　千日前青空ダンス倶楽部（neo舞踊）、坂東薪車（歌舞伎）
- 2006年度（平成18年度）　吉田幸助（文楽人形遣い）
- 2007年度（平成19年度）　山村若隼紀（舞踊）
- 2008年度（平成20年度）　豊澤雛文（女義太夫）
- 2009年度（平成21年度）　吉田一輔（文楽人形遣い）
- 2010年度（平成22年度）　豊竹咲甫大夫（文楽）
- 2011年度（平成23年度）　中村壱太郎（歌舞伎）
- 2012年度（平成24年度）　善竹隆司（狂言）
- 2013年度（平成25年度）　片岡千壽（歌舞伎）
- 2014年度（平成26年度）　鶴澤清志郎（文楽・三味線）
- 2015年度（平成27年度）　藤山扇治郎（演劇）
- 2016年度（平成28年度）　吉田簑紫郎（文楽人形遣い）
- 2017年度（平成29年度）　晴の会（歌舞伎）
- 2018年度（平成30年度）　鶴澤寛太郎（文楽・三味線）
- 2019年度（令和元年度）　桐生麻耶（歌劇）
- 2020年度（令和2年度）　笠井友仁（演出）
- 2021年度（令和3年度）　伊原六花（俳優）
- 2022年度（令和4年度）　上村吉太朗（歌舞伎）
- 2023年度（令和5年度）　大槻裕一（能楽）
- 2024年度（令和6年度）　翼和希（歌劇）

### 大衆芸能部門
- 1983年度（昭和58年度）　桂文珍（落語）
- 1984年度（昭和59年度）　今いくよ・くるよ（漫才）
- 1985年度（昭和60年度）　桂べかこ（現3代目桂南光）（落語）
- 1986年度（昭和61年度）　太平サブロー・シロー（漫才）
- 1987年度（昭和62年度）　宮川大助・花子（漫才）
- 1988年度（昭和63年度）　6代目笑福亭松喬（落語）
- 1989年度（平成元年度）　桂吉朝（落語）
- 1990年度（平成2年度）　旭堂南左衛門（講談）
- 1991年度（平成3年度）　トミーズ（漫才）
- 1992年度（平成4年度）　河内家菊水丸（河内音頭）
- 1993年度（平成5年度）　内海英華（寄席三味線）
- 1994年度（平成6年度）　林家染八（後の5代目林家小染）（落語）
- 1995年度（平成7年度）　桂文我（落語）
- 1996年度（平成8年度）　桂あやめ（落語）
- 1997年度（平成9年度）　旭堂南海（講談）
- 1998年度（平成10年度）　海老一鈴娘（太神楽）
- 1999年度（平成11年度）　りあるキッズ（漫才）
- 2000年度（平成12年度）　該当者なし
- 2001年度（平成13年度）　ますだおかだ（漫才）
- 2002年度（平成14年度）　該当者なし
- 2003年度（平成15年度）　桂かい枝（落語）
- 2004年度（平成16年度）　サキタハヂメ（ノコギリ音楽）
- 2005年度（平成17年度）　桂吉弥（落語）
- 2006年度（平成18年度）　菊地まどか（浪曲）
- 2007年度（平成19年度）　桂歌之助（落語）
- 2008年度（平成20年度）　桂まん我（落語）
- 2009年度（平成21年度）　桂ちょうば（現4代目桂米之助）（落語）
- 2010年度（平成22年度）　笑福亭たま（落語）
- 2011年度（平成23年度）　桂吉坊（落語）
- 2012年度（平成24年度）　春野恵子（浪曲）
- 2013年度（平成25年度）　桂春蝶（落語）
- 2014年度（平成26年度）　小籔千豊（喜劇）
- 2015年度（平成27年度）　すっちー（喜劇）
- 2016年度（平成28年度）　桂佐ん吉（落語）
- 2017年度（平成29年度）　桂雀太（落語）
- 2018年度（平成30年度）　笑福亭喬介（落語）
- 2019年度（令和元年度）　旭堂南龍（講談）
- 2020年度（令和2年度）　ミルクボーイ（漫才）
- 2021年度（令和3年度）　真山隼人（浪曲）
- 2022年度（令和4年度）　桂二葉（落語）
- 2023年度（令和5年度）　京山幸太（浪曲）
- 2024年度（令和6年度）　天才ピアニスト（お笑いコンビ）

### 文芸その他部門
- 1983年度（昭和58年度）　西岡琢也（脚本）
- 1984年度（昭和59年度）　編集工房ノア（出版）
- 1985年度（昭和60年度）　該当者なし
- 1986年度（昭和61年度）　若一光司（作家）
- 1987年度（昭和62年度）　藤本巧（写真・エッセイ）
- 1988年度（昭和63年度）　内藤裕敬（戯曲）
- 1989年度（平成元年度）　小佐田定雄（落語台本）
- 1990年度（平成2年度）　金秀吉（映画監督・脚本）
- 1991年度（平成3年度）　河内厚郎（文化プロデュース）
- 1992年度（平成4年度）　高村薫（小説）
- 1993年度（平成5年度）　森西真弓（雑誌編集）
- 1994年度（平成6年度）　三原光尋（映画監督）
- 1995年度（平成7年度）　有栖川有栖（小説）
- 1996年度（平成8年度）　高橋晃子（文楽人形・鬘床山）
- 1997年度（平成9年度）　岩崎正裕（劇作・演出）
- 1998年度（平成10年度）　深津篤史（劇作・演出）
- 1999年度（平成11年度）　土田英生（劇作・演出）
- 2000年度（平成12年度）　楠見朋彦（小説）
- 2001年度（平成13年度）　江戸雪（短歌）
- 2002年度（平成14年度）　くまざわあかね（落語台本）
- 2003年度（平成15年度）　城島充（ノンフィクション）
- 2004年度（平成16年度）　白岩玄（小説）
- 2005年度（平成17年度）　該当者なし
- 2006年度（平成18年度）　柴崎友香（小説）
- 2007年度（平成19年度）　前田剛（舞台美術）
- 2008年度（平成20年度）　津村記久子（小説）
- 2009年度（平成21年度）　万城目学（小説）
- 2010年度（平成22年度）　上原善広（ノンフィクション）
- 2011年度（平成23年度）　西加奈子（小説）
- 2012年度（平成24年度）　円城塔（小説）
- 2013年度（平成25年度）　瀬尾まいこ（小説）
- 2014年度（平成26年度）　山下敦弘（映画監督）
- 2015年度（平成27年度）　木下昌輝（小説）
- 2016年度（平成28年度）　門井慶喜（小説）
- 2017年度（平成29年度）　向井康介（脚本）
- 2018年度（平成30年度）　横山拓也（劇作・演出）
- 2019年度（令和元年度）　今村夏子（小説）
- 2020年度（令和2年度）　寺地はるな（小説）
- 2021年度（令和3年度）　呉勝浩（小説）
- 2022年度（令和4年度）　一穂ミチ（小説）
- 2023年度（令和5年度）　千葉雅也（小説）
- 2024年度（令和6年度）　蝉谷めぐ実（小説）